# وقتی به سویت پرواز می‌کنم
وقتی به سویت پرواز می‌کنم (انگلیسی: When I Fly Towards You; چینی ساده: 当我飞奔向你; پین‌یین: Dāng wǒ fēi bēn xiàng nǐ) مجموعه تلویزیونی چینی محصول سال ۲۰۲۳ به کارگردانی مائو ده‌شو و با بازی ژو یی‌ران و ژانگ میائویی است. این مجموعه از رمان او کمی دیوانه است اثر ژو یی اقتباس شده است. این مجموعه از ۱۲ تا ۲۹ ژوئن ۲۰۲۳ از یوکو پخش شد. وقتی به سویت پرواز می‌کنم بازخوردهای مثبتی از منتقدان و تماشاگران دریافت کرد و موفقیت‌های داخلی و بین‌المللی زیادی کسب کرد. این مجموعه همچنین به‌طور جهانی از طریق نتفلیکس و یوتیوب قابل دسترسی است.

## بازیگران

### اصلی
- ژو یی‌ران در نقش ژانگ لورانگ
- ژانگ میائویی در نقش سو زای‌زای